# Condado de Noronha

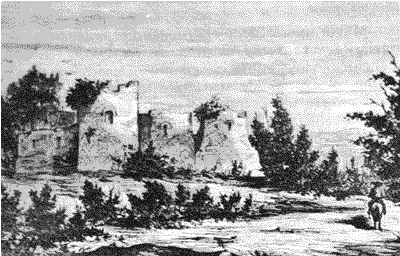
Castelo de Noreña no século XIX. Desenho da época.

O título de Conde de Noronha foi um título nobiliárquico histórico castelhano.
Este condado desde a sua fundação esteve envolvido em atribulações, foi em 1395 suprimido por ordem real tendo passado à coroa, nunca mais tendo sido concedido. Em Espanha esteve vigente apenas alguns anos e faz referência ao povoado de Noreña, nas Astúrias.

## História
Rodrigo Álvarez das Astúrias, que detinha o título por nascimento[carece de fontes?], deixou em herança a Henrique II de Castela que, por sua vez, o concedeu ao seu filho bastardo Afonso Henriques, conde de Gijón e Noronha, que utilizou o condado como centro para as suas repetidas revoltas, tanto contra o meio irmão João I de Castela como contra o seu sobrinho Henrique III de Castela.
Uma vez que as revoltas do conde foram malogradas, o rei João I de Castela confiscou todos os seus bens, terras do condado e títulos, tendo estas sido cedidas a Gutierre de Toledo (arcebispo de Oviedo) e aos sues sucessores.
Apesar disso o sucessor de do rei João I de Castela, o rei Henrique III de Castela, voltou a restituir as terras do condado bem como todas as suas possessões a Afonso de Noronha. No entanto mais uma vez Afonso entrou em conflito com o rei o que levou a que lhe fosse feita perseguição e que fosse derrotado em 1395. Desta vez e de forma definitiva foi-lhe retirado o condado.
O condado de Noronha continuou a ser uma vila condal com as terras do condado a serem entregues ao Bispado de Oviedo que desde então se chamam a si mesmo “condes de Noronha”, sendo no entanto que o título nunca foi reconhecido.
O último bispo que autoproclamou conde de Noronha foi o Monsenhor Francisco Javier Lauzurica, e até ao ano de 1954.

## ForamCondesdeNoronha
- Afonso Henriques, conde de Gijón e Noronha (1350 - 27 de Agosto de 1395),